# الفرقة الأمنية 454 (الفيرماخت)
الفرقة الأمنية 454 (454. Sicherungs-Division) فرقة أمنية في الفيرماخت لألمانيا النازية. تم نشر الوحدة في المناطق التي تحتلها ألمانيا في الاتحاد السوفياتي، في المنطقة الخلفية لمجموعة الجيوش الجنوبية.

## التاريخ العملياتي
تم تشكيل الفرقة في عام 1941، قبل الغزو الألماني للاتحاد السوفيتي، عملية بارباروسا. عملت في أوكرانيا المحتلة وجنوب روسيا خلف الخطوط الأمامية لمجموعة الجيوش الجنوبية.  شملت واجباتها تأمين خطوط الاتصالات والإمداد، والاستغلال الاقتصادي، ومكافحة المقاتلين غير النظاميين (البارتزيان) في المناطق الخلفية للفيرماخت. 
شاركت الفرقة، إلى جانب قوات الأمن والشرطة الأخرى في الأراضي المحتلة، في جرائم الحرب ضد أسرى الحرب والسكان المدنيين. كخضعت الفرقة لكارل فون روكيس، قائد المنطقة الخلفية لمجموعة الجيوش الجنوبية. في أوائل سبتمبر 1941، أصدر تعليمات لفرقة لتنسيق أنشطتها في عمليات «التطهير» مع القوات تحت قيادة فريدريش جيكلن، القائد الأعلى لقوات الأمن والشرطة في المنطقة. في الفترة بين 29 يوليو و 16 سبتمبر 1941، أفادت الفرقة بأنها اعتقلت أقل من 1500 مدني وجندي من الجيش الأحمر. وكان 78 منهم من اليهود الذين قتلوا. 

### اقتباسات
1. ↑  Keller 2012.
2. ↑  Shepherd 2003.
3. ↑  Lower 2005.

### قائمة المراجع
- Keller، Bastian (2012). Der Ostfeldzug: Die Wehrmacht im Vernichtungskrieg: Planung, Kooperation, Verantwortung. Hamburg: Diplomica-Verlag. ISBN:978-3842882676. مؤرشف من الأصل في 2020-03-28.
- Lower، Wendy (2005). Nazi Empire-Building and the Holocaust in Ukraine. London and Chapel Hill: The University of North Carolina Press. ISBN:978-0-80782-960-8.
- Shepherd، Ben H. (2003). "The Continuum of Brutality: Wehrmacht Security Divisions in Central Russia, 1942". German History. ج. 21 ع. 1: 49–81. DOI:10.1191/0266355403gh274oa.